# Arthur, el solter d'or
Arthur, el solter d'or (títol original en anglès, Arthur) és una pel·lícula estatunidenca dirigida per Steve Gordon, estrenada el 1981 i doblada al català.

## Argument
Arthur Bach és el milionari més encantador del món, però la major part del temps està borratxo i no té cap ambició, i no s'adona que és hereu d'una vasta fortuna. De sobte, la seva família li planteja un dilema: si vol heretar 750 milions de dòlars, s'haurà de casar amb la seva avorrida xicota de Long Island en menys d'un mes.

## Repartiment
| Actor / actriu original | Doblatge al català   | Personatge                       |
| ----------------------- | -------------------- | -------------------------------- |
| Dudley Moore            | Joan Pera            | Arthur Bach                      |
| Liza Minnelli           | Montse Moreno        | Linda Marolla                    |
| John Gielgud            | Joan Borràs          | Hobson, ajuda de cambra d'Arthur |
| Geraldine Fitzgerald    | Marta Martorell      | Martha Bach                      |
| Jill Eikenberry         | Carme Alarcón        | Susan Johnson                    |
| Stephen Elliott         | Josep Maria Ullod    | Burt Johnson                     |
| Ted Ross                | Toni Sevilla         | Bitterman, xofer d'Arthur        |
| Barney Martin           | Eduard Lluis Montada | Ralph Marolla                    |
| Thomas Barbour          | Fèlix Benito         | Stanford Bach                    |
| Anne De Salvo           | Victòria Pagès       | Gloria                           |

## Premis i nominacions

### Premis
- 1982: Oscar al millor actor secundari per John Gielgud
- 1982: Oscar a la millor cançó original per Burt Bacharach, Carole Bayer Sager, Christopher Cross i Peter Allen amb "Arthur's Theme (Best That You Can Do)"
- 1982: Globus d'Or a la millor pel·lícula musical o còmica
- 1982: Globus d'Or al millor actor musical o còmic per Dudley Moore
- 1982: Globus d'Or al millor actor secundari per John Gielgud
- 1982: Globus d'Or a la millor cançó original per Burt Bacharach, Carole Bayer Sager, Christopher Cross i Peter Allen amb "Arthur's Theme (Best That You Can Do)"

### Nominacions
- 1982: Oscar al millor actor per Dudley Moore
- 1982: Oscar al millor guió original per Steve Gordon
- 1982: Globus d'Or a la millor actriu musical o còmica per Liza Minnelli
- 1982: BAFTA a la millor música per Burt Bacharach
- 1982: BAFTA al millor actor secundari per John Gielgud